# Азов (линейный корабль, 1736)
«Азо́в» — парусный линейный корабль Балтийского флота Российской империи, участник русско-шведской войны 1741—1743 годов.

## Описание судна
Представитель серии парусных 54-пушечных линейных кораблей типа «Пётр II», строившихся с 1724 по 1768 год на верфях Архангельска и Санкт-Петербурга. Всего в рамках серии было построено девятнадцать линейных кораблей.
Длина корабля составляла 43,6 метра, ширина — 11,6 метра, а осадка — 5,1 метра. Вооружение судна составляли 54 орудия, включавшие восемнадцати-, восьми- и четырёхфунтовые пушки, а экипаж состоял из 440 человек.

## История службы
Линейный корабль «Азов» был заложен на Соломбальской верфи 24 марта (4 апреля) 1734 года и после спуска на воду 1 (12) октября 1736 года вошёл в состав Балтийского флота России. Строительство вёл корабельный мастер И. С. Рамбург.
В 1736 году выходил в практические плавания в составе эскадры в Балтийское море и Финский залив. В 1737 году в составе эскадры капитана Я. С. Барша принимал участие в плавании от Кронштадта до Ревеля и в крейсерском плавании у Красной горки. В 1739 году вновь участвовал в практическом плавании в Балтийском море и Финском заливе, в том числе до Красной горки.
Принимал участие в русско-шведской войне 1741—1743 годов. С июня по август 1741 года находился в составе эскадры, стоявшей на Кронштадтском рейде, и использовался для обучения экипажа. С июня по сентябрь следующего 1742 года выходил в крейсерские плавания в Финский залив в составе эскадры, однако в активных боевых действиях участия не принимал, а 29 сентября (7 октября) прибыл в Ревель.
30 апреля (11 мая) 1743 года корабль в составе эскадры контр-адмирала Я. С. Барша ушёл из Ревеля в крейсерское плавание в Финский залив, а с 7 (18) по 8 (19) июня принял участие в перестрелках с кораблями шведского флота у Гангута. После этого до 20 (31) октября продолжил участие в крейсерском плавании.
С 1744 по 1746 год и в 1748 году вновь принимал участие в практических плаваниях в Балтийском море и Финском заливе в составе эскадр. В 1745 году также ходил до мыса Дагерорд, а в 1746 году — до Рогервика. В 1752 году корабль «Азов» был разобран в Кронштадте.

## Командиры корабля
Командирами линейного корабля «Азов» в разное время служили:
- капитан полковничьего ранга В. Ф. Люис (1737 год)[9];
- капитан полковничьего ранга И. Г. Черевин (1739 год)[10];
- капитан полковничьего ранга Г. Сниткер (1741 год)[11];
- капитан полковничьего ранга А. И. Полянский (1742 год)[12];
- капитан полковничьего ранга В. Я. Римский-Корсаков (1743 год)[13];
- капитан С. Г. Малыгин (1744 год)[14];
- капитан полковничьего ранга Ф. Игнатьев (1745 год)[15];
- лейтенант М. Колударов (1746 год)[16];
- капитан полковничьего ранга К. Прончищев (1748 год)[17].

### Комментарии
1. ↑  Также в серию входили линейные корабли «Пётр Второй» (головной корабль проекта), «Выборг», «Новая Надежда», «Северная Звезда», «Астрахань», «Святой Андрей», «Кронштадт», «Святой Пантелеймон», «Святой Исаакий», «Святой Николай», «Шлиссельбург», «Азия», два корабля «Нептунус» 1736 и 1758 годов постройки, два корабля «Город Архангельск» 1735 и 1761 годов постройки и два корабля «Варахаил» 1749 и 1752 годов постройки.
2. ↑  143 фута.
3. ↑  38 футов.
4. ↑  16 футов 7 дюймов.
5. ↑  По другим данным 31 октября (11 ноября) 1736 года.